# Tutenmergel
Mit dem Begriff Tutenmergel (auch als Nagelkalk und in älterer Literatur als Dutenkalk oder Dütenmergel bezeichnet) wird eine morphologische Erscheinung in Mergelgesteinen beschrieben, die den Eindruck ineinandergeschachtelter Kegel erweckt.
Der Begriff geht auf den Mineralogen Friedrich Hausmann (1814) zurück. Etwa zur gleichen Zeit wurde diese Erscheinung auch von Abraham Gottlob Werner (1749–1817) unter der Bezeichnung Dutenkalk beschrieben.
Die Entstehung der tütenähnlichen Kegelstrukturen, denen der Name dieser Erscheinungen geschuldet ist, wird durch frühdiagenetische Prozesse erklärt, bei denen Temperaturveränderungen, Verdunstung und Entgasung eine Rolle spielen, die zu einer Entmischung kalkhaltiger, humoser Mergel beigetragen haben. Oft ist am Tutenmergel eine Querrunzelung zu beobachten, die den (fälschlichen) Eindruck organischer (fossiler) Strukturen hinterlassen kann. An den Schichtflächen der Kegel tritt mitunter eine durch Verwitterung hervorgerufe nagelkopfartige Struktur zutage, weshalb auch der Begriff Nagelkalk in die Literatur Einzug hielt. Dieser Nagelkalk verbessert in vielen Lagen aufgrund seiner Nährstoffbindung die Bodenfruchtbarkeit.